# Ernst von Koskull
Ernst Wilhelm Georg Jakob von Koskull auch Koschkull (* 31. Januar 1775 in Bixten bei Jakobstadt; † 26. Juli 1856 in Königsberg) war ein preußischer Generalleutnant.

## Leben

### Herkunft und Familie
Ernst war Angehöriger des kurländischen Adelsgeschlechts von Koskull. Seine Eltern waren der Erbherr auf Stalgen (Staļģenes muiža), Rat der kurländischen Gouvernementsregierung sowie Oberhofgerichtsrat Adam von Koskull (1740–1815) und Louisa Elisabeth von Nolde a.d.H. Kalleten (1754–1780).
Koskull trat dreimal in den Stand der Ehe. zuerst vermählte er sich 1796 in Königsberg mit Luise Amalie Sophie Gräfin von Truchseß zu Waldburg a.d.H. Capustigall (1775–1815). Diese Ehe wurde geschieden. Seine zweite Ehe wurde 1808 in Bilderweitschen mit [Jeannette] Amalie von Sanden (1781–1831) geschlossen. Als Witwer vermählte er sich 1835 mit Juliane Wilhelmine Wirth (1796–1866), verwitwete von Loebell, verwitwete von Studnitz, ein drittes Mal. Koskull hatte zwei Töchter.

### Werdegang
Koskull trat 1789 als Gefreiterkorporal im Infanterieregiment Nr. 2 in preußische Dienste ein. Er avancierte 1790 zum Portepeefähnrich, 1791 zum Fähnrich, 1795 zum Sekondeleutnant und 1805 zum Premierleutnant. Er nahm am Vierten Koalitionskrieg insbesondere der Belagerung von Danzig teil. 1806 wurde er Stabskapitän im 3. pommerschen Reservebataillon, stieg 1807 weiter auf zum wirklichen Kapitän und wurde 1808 Kompaniechef im 2. Brandenburgischen Infanterieregiment Nr. 12. Noch 1808 wurde Koskull zum 3. Ostpreußischen Infanterieregiment Nr. 4 versetzt und nahm mit diesem an den Befreiungskriegen teil. Er nahm an den Schlachten bei Dresden, Leipzig, Laon, Paris und Belle-Alliance teil, wobei er vor Leipzig verwundet wurde und das Eiserne Kreuz II. Klasse, sowie für Paris das Eiserne Kreuz I. Klasse und für Belle-Alliance den St.-Annen-Orden II. Klasse erhielt. Er nahm ebenfalls an der Belagerung von Erfurt sowie den Gefechten bei Halle, Hoyerswerda, Luckau, Häsebich und Meaux teil. Noch während des Krieges wurde er 1813 zum Major im 18. Infanterieregiment befördert, erhielt 1815 den St.-Wladimir-Orden IV. Klasse und avancierte zum Oberstleutnant. 1816 wurde Koskull Kommandeur im 18. Infanterieregiment und erhielt 1818 seine Beförderung zum Oberst. Seit 1827 füllte er die Stelle des Kommandanten von Königsberg aus. 1832 erhielt er den Charakter eines Generalmajors. 
Koskull wurde am 11. März 1834 gemeinsam mit seinen Neffen Leonhard von Koskull (1798–1872), preußischer Generalleutnant und Alexander von Koskull (1799–1839), preußischer Premierleutnant, als Koschkull in den preußischen Freiherrnstand gehoben. Ebenfalls im Jahr 1834 erhielt er den Roten Adlerordens IV. Klasse und den St. Stanislausorden I. Klasse. Es folgt 1836 die Verleihung des Roten Adlerordens III. Klasse mit Schleife sowie 1839 die des Roten Adlerordens II. Klasse mit Eichenlaub anlässlich seines 50-jährigen Dienstjubiläums. 1839 erhielt er das Patent zum Generalmajor und nahm 1841 seinen Abschied mit dem Charakter eines Generalleutnants bei einer jährlichen Pension i.H.v. 1750 Talern.